# الکس پاچون
الکس پاچون (انگلیسی: Álex Pachón؛ زادهٔ ۱۷ ژوئیهٔ ۲۰۰۰) بازیکن فوتبال اهل اسپانیا است.
از باشگاه‌هایی که در آن بازی کرده‌است می‌توان به باشگاه فوتبال ژیرونا اشاره کرد.